# حسین میرزایی
حسین میرزایی (زاده ۱۳۵۳) روحانی و سیاستمدار ایرانی است که نماینده حوزه انتخابیه اصفهان و ورزنه در دوره یازدهم مجلس شورای اسلامی بوده‌است.
وی مهندسی عمران را در دانشگاه یزد خواند و پس از آن در حوزه علمیه اصفهان دروس مقدمات و سطح را گذرانده‌ و درس خارج را در اصفهان نزد حسین مظاهری گذرانده‌است. وی در آزمون خبرگان سال ۱۴۰۲ شرکت کرد و قبول شد. او یکی از حامیان طرح مشهور به صیانت از فضای مجازی است.

## فعالیت سیاسی
وی نماینده حوزه انتخابیه اصفهان و ورزنه در یازدهمین دوره مجلس شورای اسلامی بود، که در تاریخ ۲ اسفند ۱۳۹۸، با کسب ۱۶۳ هزار و ۳۷۰ رأی، از حوزه انتخابیه اصفهان، به همراه ۴ نماینده دیگر از این حوزه انتخابیه، به مجلس شورای اسلامی راه یافت.
حسین میرزایی نماینده کمیسیون فرهنگی مجلس در کمیسیون اصل ۹۰ بود.
براساس رأی نمایندگان حسین میرزایی رئیس کمیته تحقیق و تفحص از شرکت فولاد مبارکه شد.

### انتخابات ریاست‌جمهوری ۱۴۰۳
وی در روز یکشنبه ۱۳ خرداد ۱۴۰۳ با حضور در وزارت کشور برای انتخابات ریاست‌جمهوری دوره چهاردهم ثبت‌‌نام کرد.

## نظرات

### اینترنت
میرزایی برنامه کیو کیو چین، برنامه‌های مشابه روسی و اسکایپ را برای جایگزینی اینستاگرام معرفی کرده و در مورد چگونگی وادار کردن اینستاگرام برای رعایت قوانین ایران می‌گوید:
نباید بگوییم اینستاگرام مسدود یا فیلتر می‌شود، زیرا در عمل چنین چیزی رخ نمی‌دهد. ما در یک اقدام اقتصادی کاری خواهیم کرد که بدون فیلتر اینستاگرام، این شبکه اجتماعی بار خود را ببندد و از ایران برود.

حسین میرزایی معتقد است در صورتی که گوگل وارد ایران نشود و قوانین داخلی ایران را رعایت نکند، ممکن است عوارض واردات گوشی‌های اندرویدی تا ۳۵ درصد افزایش یابد یا حتی جلوی واردات این گوشی‌ها گرفته شود.

### حامی استیضاح حسن روحانی
او از امضا کنندگان استیضای حسن روحانی در مجلس بوده و با بیان اینکه استیضاح روحانی جنبه سیاسی ندارد، گفت: بهترین راهکار و گزینه در زمینه بهبود معیشت مردم و بهبود اقتصاد کشور استیضاح روحانی توسط نمایندگان مجلس انقلابی است.

### ویروس کرونا
وی با اشاره به سخنان اشاره علی خامنه‌ای به احتمال حمله بیولوژیکی با ویروس کرونا ویروس کرونا را ساخته دست بشر دانسته و گفت: بدانید که جهان در تله سازندگان ویروس و واکسن کرونا قرار گرفته‌است.
حسین میرزایی از مخالفین واکسیناسیون اجباری است.

### مبارزه با ربا
او اعتقاد دارد که باید به پول‌های با پشتوانه طلا برگردیم و تورم افسارگریخته کشور را نتیجه خلق پول بانکی می‌داند.
میرزایی: با قانونی شدن رواج مسکوکات طلا، عرف جامعه و قانون به یکدیگر نزدیک می‌شوند/ توتونچیان: متأسفانه این‌گونه پیشنهادها ناشی از درک ناصحیح از بانکداری بدون ربا است.
و در ادامه مبارزه با ربا را وظیفه دولت و مجلس اعلام کرد.

### توصیه به نماز باران
در اوج اعتراضات مردم اصفهان نسبت به پایمال شدن حق آبه کشاورزان او توصیه به نماز باران و مدد گرفتن از امامان شیعه را در وضعیت بی آبی سدهای استان اصفهان بعنوان تنها راه حل کوتاه مدت مشکل آب اصفهان بیان کرد.